# Mossano
Mossano é uma comuna italiana da região do Vêneto, província de Vicenza, com cerca de 1.670 habitantes. Estende-se por uma área de 13 km², tendo uma densidade populacional de 128 hab/km². Faz fronteira com Arcugnano, Barbarano Vicentino, Nanto, Rovolon (PD).

## Demografia
| Variação demográfica do município entre 1861 e 2011                               |
|                                                                                   |
| Fonte: Istituto Nazionale di Statistica (ISTAT) - Elaboração gráfica da Wikipedia |